# Zahara (cantant)
María Zahara Gordillo Campos (Úbeda, Província de Jaén, 10 de setembre de 1983), més coneguda com a Zahara, és una cantautora espanyola.

## Biografia
Estudià educació primària al Col·legi Públic Sebastián de Córdoba i el grau elemental de música al Conservatori de Música d'Úbeda. Cursà quart d'ESO a l'Institut Francisco de los Cobos (Úbeda). En arribar a la universitat va estudiar Magisteri Musical entre Almeria i Granada.

## Carrera musical
Als 15 anys compongué la seva primera cançó, anomenada Una palabra. Estudià jazz i porta des de 1999 component i tocant les seves cançons per locals de tot Espanya.

### 2005-2008:Día 913i Zahara Eléctrica
El 2005 s'auto edità un disc anomenat Día 913. En aquell mateix any, Alfonso Alcalá i Pablo García, membres del grup granadí The Applebite, començaren a tocar amb ella els temes compostos per Zahara. A finals de 2006, decideixen crear un projecte independent, anomenat Zahara Eléctrica i influenciat per grups com Death Cab For Cutie, Maga o Smashing Pumpkins. A principis de 2007 s'uneix a ells Javier Serrano (del grup Lostsound) com a teclista. Al febrer d'aquell mateix any graven una demo de quatre temes a (Úbeda), produït per David Castro, la qual publiquen obtinguen una gran acollida a MySpace i en vendes per correu.

### 2009: Debut professional
El 26 de maig de 2009 surt a la venda el seu primer àlbum professional, titulat "La fabulosa historia de...", compost per 11 cançons i produït per Carlos Jean i Ricky Falkner per a la discogràfica Universal Music Spain. A la primera setmana del llançament es col·loca a la posició 23 de la llista de vendes d'Espanya i el seu senzill "Merezco" és elegit com la cançó oficial de la Volta ciclista a Espanya 2009.
El 2010, Zahara va col·laborar en la cançó solidària promoguda per Carlos Jean "Ay Haití".

### 2011: Eixida de Universal i retorn a l'autogestió

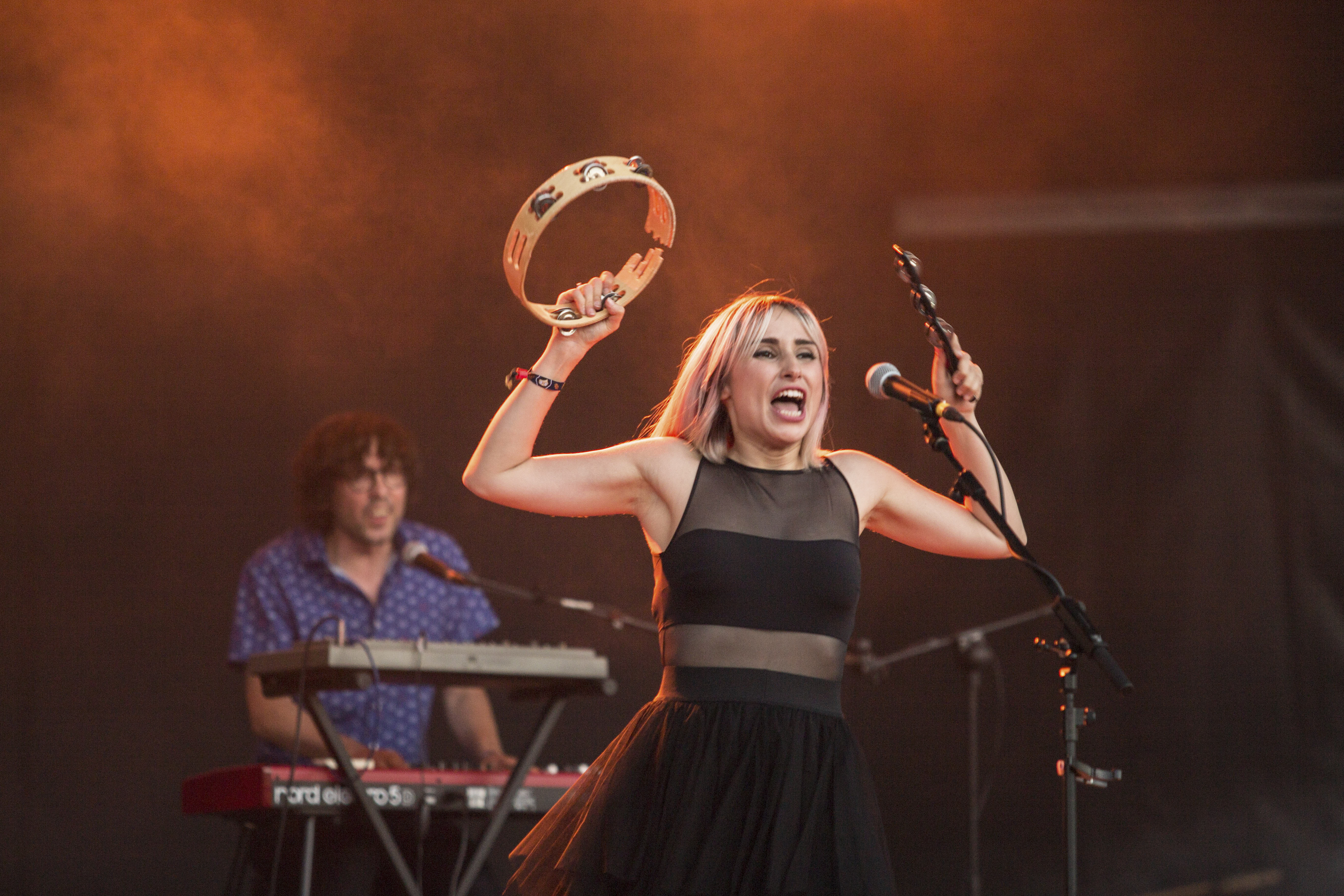
Zahara al Festival Internacional de Benicàssim de 2016

Al juliol de 2011 Zahara va anunciar l'eixida de la discogràfica Universal i el seu retorn a l'autogestió. En aquests moments Zahara es troba preparant el que serà el seu proper disc, produït per Ricky Falkner (Standstill, Egonsoda…), la gravació del qual serà a La Casa Murada (Tarragona). Està previst que el disc es gravi durant l'estiu de 2011 i surti a la venda a la tardor d'aquest mateix any.

## Discografia

### Àlbums d'estudi
- Día 913 (2005)
- La fabulosa historia de... (2009)
- La pareja tóxica (2011)

### Senzills promocionals
- Merezco (2009)
- Funeral (2009)
- Con las ganas (2010)
- Pregúntale al polvo (2011)
- Leñador y la mujer América (2011)
- El lugar donde viene a morir el amor (2012)

## Filmografia
- Leñador y la Mujer América (2011)

## Influències
Zahara ha estat inclosa sovint dintre de l'onada de cantautores folk que es va donar a Espanya entre 2008 i 2009, i que incloïa, entre d'altres, a Russian Red, Alondra Bentley, La Bien Querida o Anni B Sweet.

## Premis i nominacions
| Any  | Resultat   | Categoria        | Premi                                                       |
| ---- | ---------- | ---------------- | ----------------------------------------------------------- |
| 1999 | Guanyadora |                  | Certamen Andaluz de Canción de Autor (Jaén)                 |
| 2004 | Guanyadora |                  | XI Certamen Internacional de Cantautores de Burgos          |
| 2004 | Guanyadora |                  | Certamen de Cantautores del Café Teatro del Pay Pay (Cádiz) |
| 2009 | Guanyadora | Artista del Mes  | Onda Expansiva Radio                                        |
| 2009 | Guanyadora | Canción de Autor | Premio Guille                                               |
| 2010 | Premiada   | Autor Revelació  | Premis de la Música                                         |